# Знезолювання вугілля
Знезо́лювання вугі́лля (рос. обеззоливание угля, англ. ash-separating, нім. Entaschung f, Aschenabscheidung f) — зниження вмісту зольних компонентів у вугіллі шляхом збагачення або застосуванням спеціальних способів їх видалення, наприклад, хімічного розчинення (вилуговування). 
Оцінюється абсолютними величинами зниження золи в кінцевому продукті.